# Amarillo liso
De Amarillo liso is een meloen, die in de handel ook wel wordt aangeboden onder de namen "honingmeloen" en  "gele honingmeloen". Hij wordt gerekend tot de wintermeloenen. De rijpingstijd is vrij lang. Het is een ovale vrucht met een gele schil met groeven in de lengterichting. Het vruchtvlees is lichtgroen tot geel van kleur, sappig en smaakt aromatisch.
Spanje is het belangrijkste productieland van dit meloenenras. De aanvoertijden liggen tussen september en januari. In de koelkast kunnen ze een maand bewaard worden.